# Izernore
Izernore (antični Isarnodurum) je naselje in občina v jugovzhodnem francoskem departmaju Ain regije Rona-Alpe. Leta 1999 je naselje imelo 1.656 prebivalcev.

## Geografija
Kraj se nahaja v pokrajini Bugey 50 km vzhodno od središča departmaja Bourg-en-Bresse.

## Administracija
Izernore je sedež istoimenskega kantona, v katerega so poleg njegove vključene še občine Bolozon, Ceignes, Leyssard, Matafelon-Granges, Nurieux-Volognat, Peyriat, Samognat, Serrières-sur-Ain in Sonthonnax-la-Montagne s 5.375 prebivalci. 
Kanton je sestavni del okrožja Nantua.

## Zanimivosti
- galo-rimski tempel,
- poznogotska cerkev Marijinega Vnebovzetja iz 15. stoletja,
- arheološki muzej.